# REO Motor Car Company
REO (РЕО) — з 1905 року американський виробник автомобілів. Штаб-квартира розташована в місті Лансинг, штат Мічиган. У 1954 році компанію купує фірма Bohn Aluminum and Brass Corporation of Detroit, а в 1957 році — фірма White Motor Company. У 1967 році був створений концерн Diamond-Reo Trucks, Inc.. У 1936 році компанія припинила виробництво легкових автомобілів.

## Рансом Елі Олдс
Рансом Елі Олдс народився в Женеві, що в штаті Огайо, коли він був ще дитиною, його батьки переїхали в місто Клівленд, що знаходиться в тому ж штаті. У 1894 році, у віці 30 років, його починають цікавити саморушні екіпажі, незабаром він будує паромобіль, на якому починає брати участь в змаганнях таких же саморушних колясок. У 1896 році він будує свій перший бензиновий мотор, на якому також починає ганяти на змаганнях, його одвічним конкурентом стає Олександр Уїнтон, піонер автомобілебудування в США.

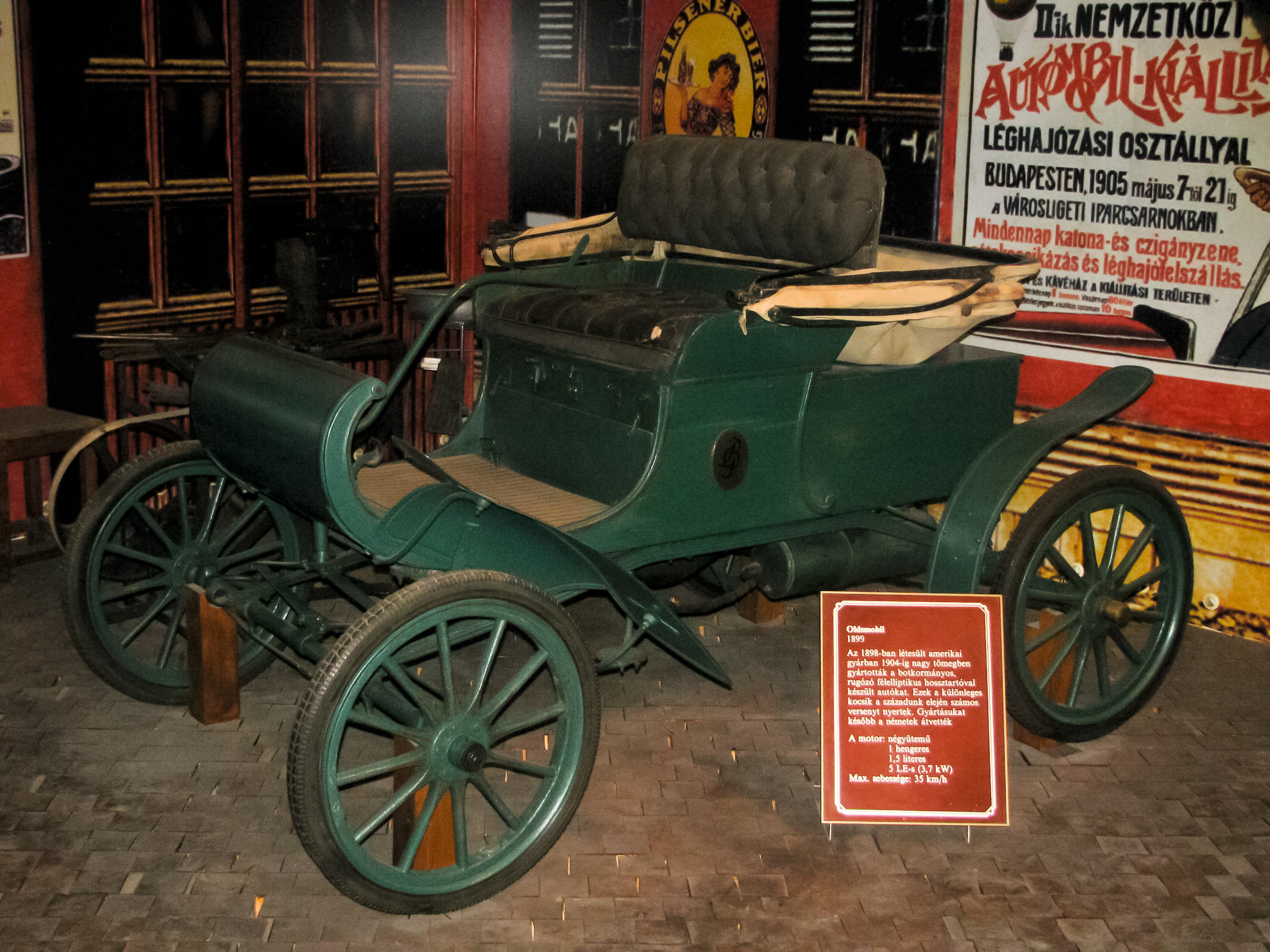
Перший автомобіль Олдса, який пішов у серію. 1899 рік

У серпні 1897 року Олдс засновує в місті Лансинг, шт. Мічиган, фірму Olds Motor Vehicle Company, перший прототип мав 3-колісну конструкцію, колеса були залізними і навіть не мали гумової оббивки, проте незабаром з'явився цілком нормальний автомобіль з центральним розташуванням двигуна, що було поширеним тоді явищем.
У 1899 році, не маючи належних фінансів, президентом фірми стає її ж інвестор — Семюел Сміт, який переносить виробництво в Детройт, і перейменовує компанію в Olds Motor Works, Олдс стає віце-президентом. У 1901 році починається виробництво першої масової машини в світі, яка носить загальну назву Curved Dash, мотор, об'ємом 1.5 л, мав всього 1 циліндр, і знову-таки перебував по центру під підлогою. Якщо Panhard et Levassor почала перше серійне виробництво однакових машин, то Олдс пішов далі — він вирішив будувати машини масово завдяки конвеєрній збірці і стандартизації деталей. Конвеєр Олдса являв собою ніщо інше, як складання автомобіля на візку, який штовхали робочі, рухаючись по заводу. У 1908 році Форд застосує винайдений в Швеції стрічковий конвеєр, що змусить говорити про нього, як про першого автовиробника, який застосував конвеєрну збірку, але це не зовсім точне висловлювання, першим був все-таки Олдс, а Форд був першим, хто застосував стрічковий конвеєр.

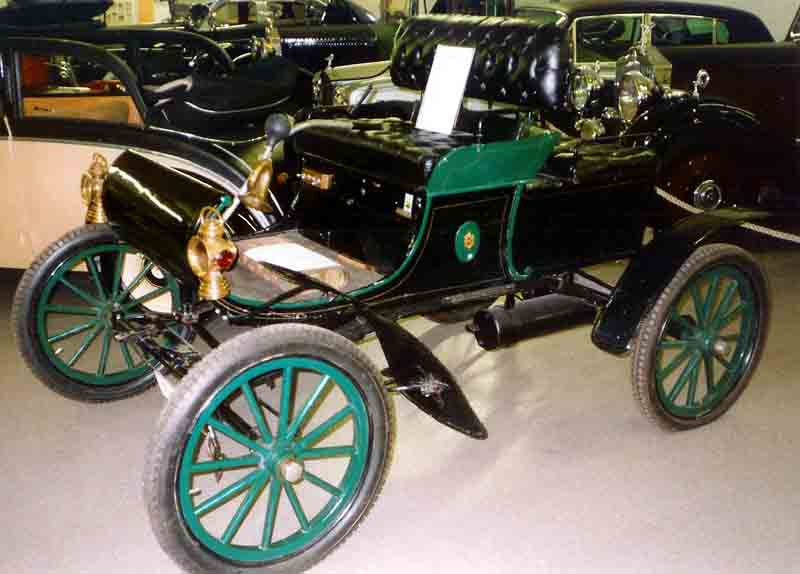
Oldsmobile Curved Dash Model R

Однак у перший рік фірма змогла виготовити всього трохи більше чотирьохсот автомобілів, оскільки пожежа, що почалася на заводі, неабияк попсувала плани виробника. У 1902 році у фірму приходить син Семюеля Сміта — Фредерік, якого ставлять на місце Олдса, що стає просто інженером фірми. Тим часом виробництво машин набирає обертів, а роботодавці Олдса бажають припинити виробництво цього автомобіля, який був улюбленим дітищем інженера, а замість неї створити більші і дорогі моделі.
Влітку 1904 року він вирішує покинути фірму, біля витоків якої він стояв, Олдс подає у відставку, і маючи деякий запас грошей, їде подорожувати по країні, щоб розвіятися від стресів і конфліктів, які потрясали його по закінченні останніх 2 років. Проте йому вдалося від'їхати зовсім недалеко від Детройта, коли, зійшовши на черговій станції, щоб прогулятися, йому вручають телеграму, в якій говорилося, що група його друзів з Лансинга скинулася, і, отримавши півмільйона доларів, вони пропонують заснувати досвідченому інженерові нову фірму, біля керма якої став би особисто він — Рансом Олдс, маючи 52% акцій, тобто контрольний пакет.

## Заснування компанії
Рансом Олдс висувається в Лансинг, по прибуттю ґрунтується компанія R.E.Olds Motor Car Company, і в спішному порядку починається пошук землі для побудови заводу. Тут колишні роботодавці подають до суду, вимагаючи прибрати з назви нової фірми ім'я Олдса, тому нічого не залишається, як вписати в назву фірми свої ініціали, і компанія тепер називається REO Motor Car Company. Olds Motor Works в 1907 році перейменувалися в Oldsmobile, щоб не було плутанини.

## Початок виробництва автомобілів

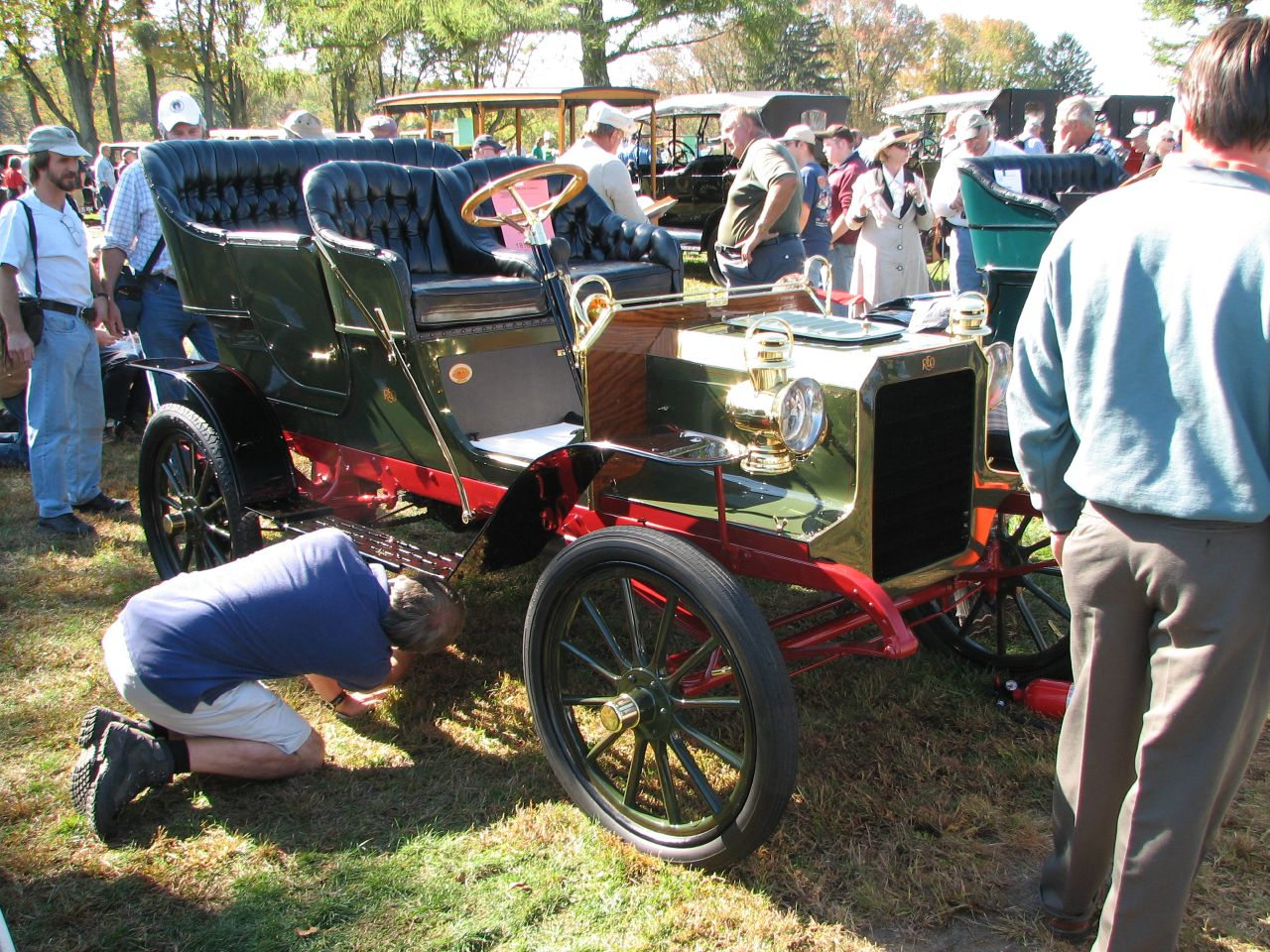
REO Model A 16HP Touring

Перший прототип був готовий вже в жовтні 1904 року, Олдс взяв участь на ньому в спортивних змаганнях і не дістався до фінішу у зв'язку з поломкою, нарешті до кінця листопада вдалося довести автомобіль до розуму. По конструкції ця машина недалеко пішла від Oldsmobile Cruved Dash 5HP, оскільки мотор також розташовувався під підлогою по центру, але мотор мав уже два циліндра, об'ємом в 3.7 л, він давав віддачу в 16 к.с., планетарна двоступінчаста коробка передач приводила за допомогою ланцюга задні колеса.

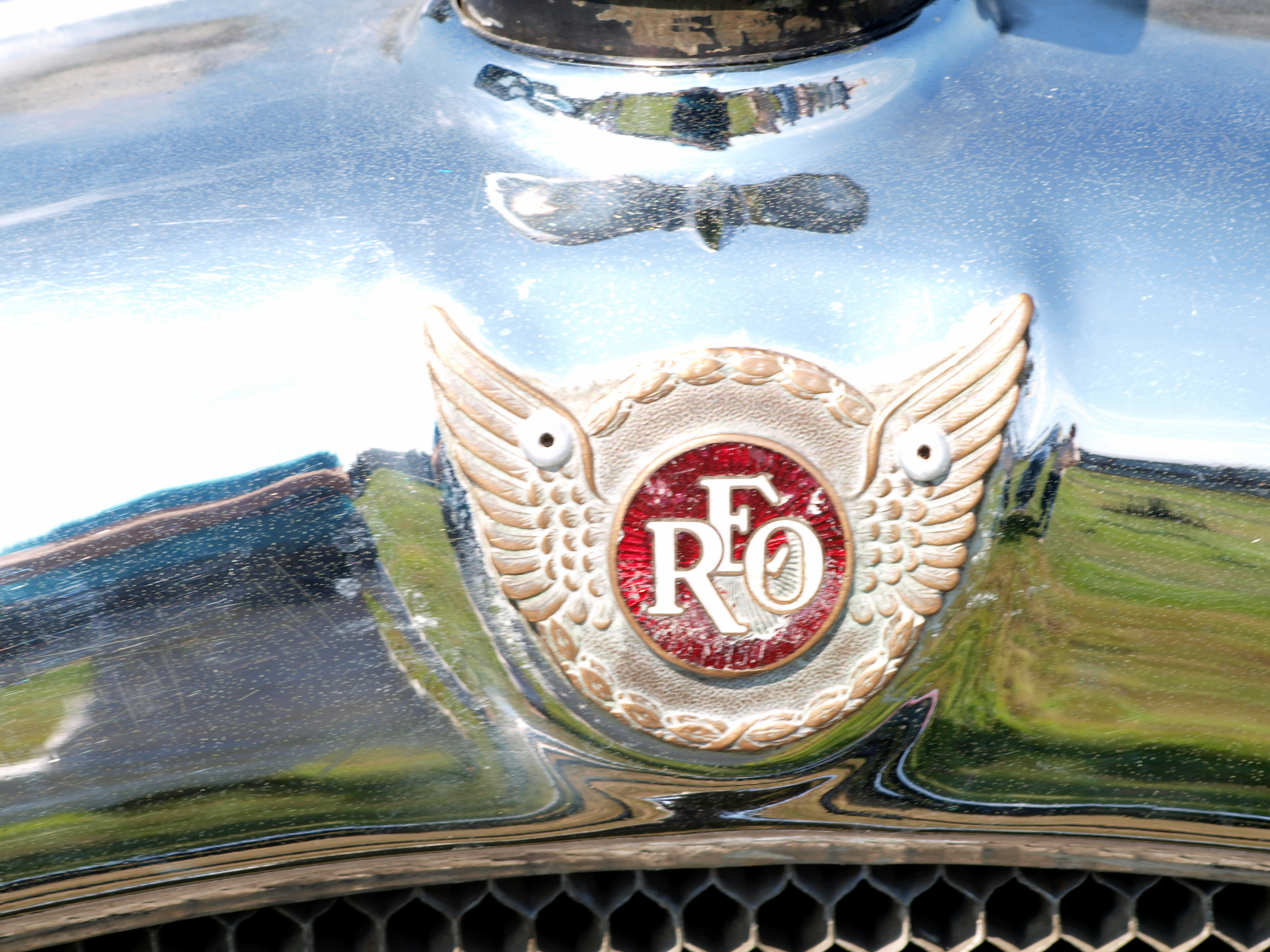
Логотип REO

Машина мала капот, але це було не більше, ніж обманка, оскільки вже набирали обертів автомобілі з переднім розташуванням двигуна. Незабаром, щоб знизити ціну на продукцію, Олдс будує і більш доступну одноциліндрову версію Model B з 1.7 л 8-сильним мотором. Ці машини були настільки популярні, що в 1906 році відомий на той час цирк Barnum & Bailey замовив мініатюрну копію такого автомобіля для карлиці по імені Чикіта, цей мікроавтомобільчик рухався за допомогою стиснутого повітря, а оскільки «Найкраща вистава на Землі» була досить популярною, то і на популярності автомобілів цієї марки це в якійсь мірі також позначилося.

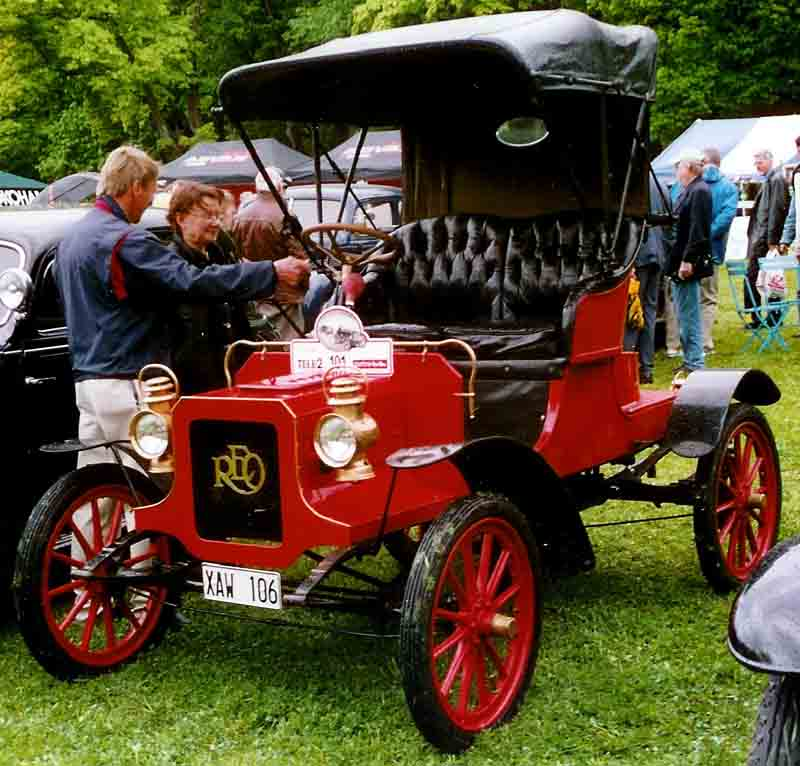
REO Model B

У 1906 році Рансом Олдс намагається вийти на ринок 4-циліндрових автомобілів з моделлю Four-24, однак ця машина взагалі не зацікавила публіку, так що в 1907 році було вирішено не випускати її, а в 1908 році завдяки моделям А і В стає третім за обсягом виробництва автомобілів в США, слідом за фірмами Ford і Buick, в цьому ж сезоні фірма починає випускати і вантажні автомобілі. У 1910 році Олдс повторює свою спробу, випустивши у світ 4-циліндрову 3.7 л 35-сильну модель 30/35НР вже з карданним приводом і переднім розташуванням двигуна, машина стала користуватися таким попитом, що вже в 1911 році з рейтингів пропали моно- і двоциліндрові моделі. У 1911 році цю машину перейменували в Model R/Model S, а слідом за ними вийшла Model K з 3-літровим мотором, потужністю 22 к.с..

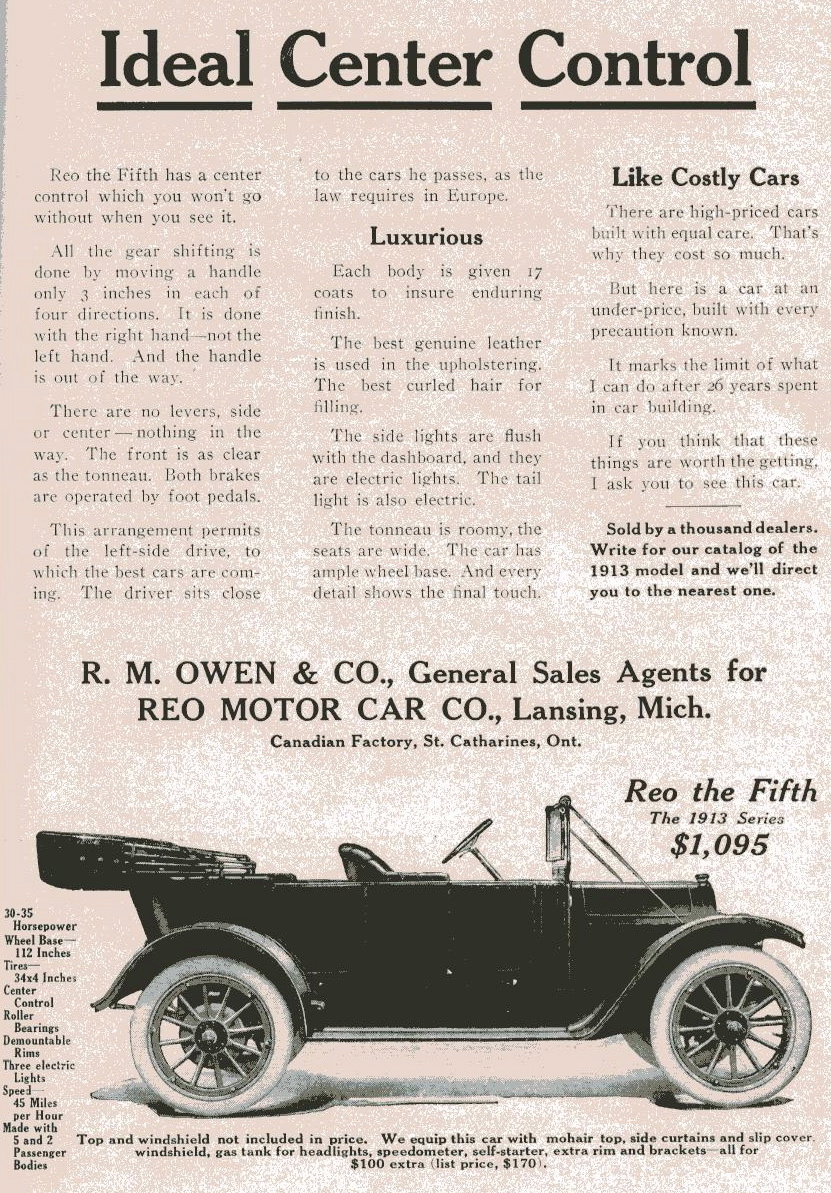
REO 5th Series Touring

У 1912 році з'являється нова машина, яка отримує назву 5th Model, це була модернізована машина 1910 року. Шасі було збільшено в базі на 10 см, були збільшені барабани гальм, з цього моменту кожен матеріал, який застосовувався в автомобілях фірми REO, проходить перевірку на стійкість до зношування, витривалість і піддається ретельному аналізу хімічного складу сплавів, який проводить в лабораторії особисто Рансом Олдс. Шасі і технічна начинка всіх машин, що сходили з конвеєра заводу, були ідентичні, в той час як основна маса фірм підганяла деталі до машин на місці їх складання. Мотор новинки залишився колишнім, 3.7 л, але його форсували до 36 к.с., важіль 3-ступінчастої коробки передач помістили посередині, в той час як більшість автомобілів мали зовнішнє розташування важелів КПП, кермо встановили з лівого боку. Сам Олдс вважав цю машину своїм найкращим творінням, про що і писав у рекламних проспектах. Саме на такій машині був здійснений перший пробіг через територію Канади в 1912 році. Фонс Хейні і Томас Уілбі проїхали понад 6700 км по території Канади, в якій були практично відсутні тоді дороги, вони стартували з Галіфаксу і фінішували у Ванкувері.

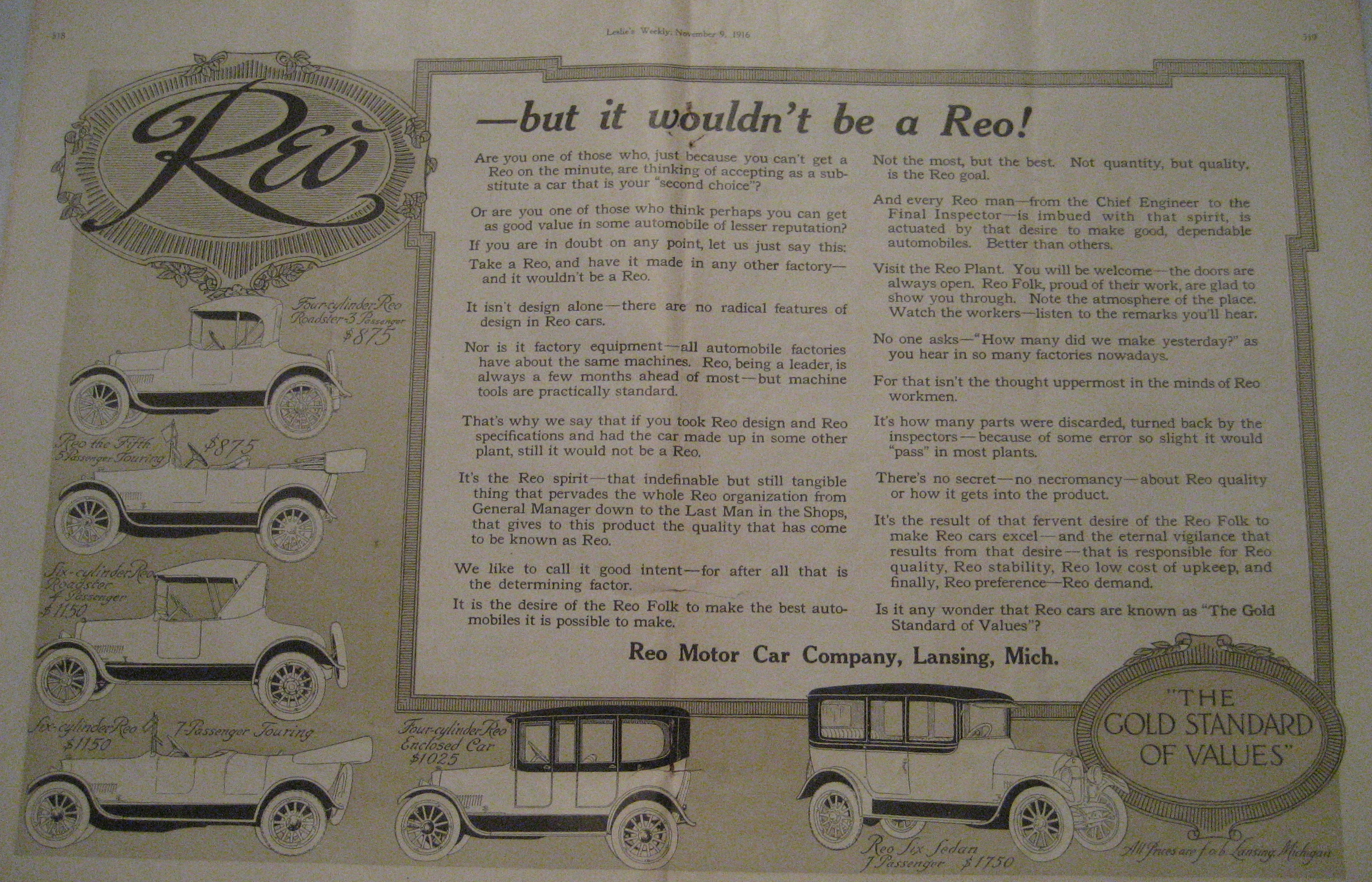
REO ST Series

Ця модель протрималася у виробництві до 1916 року, але оскільки з 1912 року вона була єдиною машиною в виробничій програмі, то в 1914 році була додана в каталоги більша 4-літрова модель із збільшеною на 8 см базою коліс — R Series, машина з таким же мотором, встановленим на шасі Fifth Series, отримала назву ST Series. Крім цих 4-циліндрових машин, з'являється і 6-циліндровий M Series, 5-літровий мотор (45 к.с.) якої встановлюють на 309.9 см базу від моделі R Series.

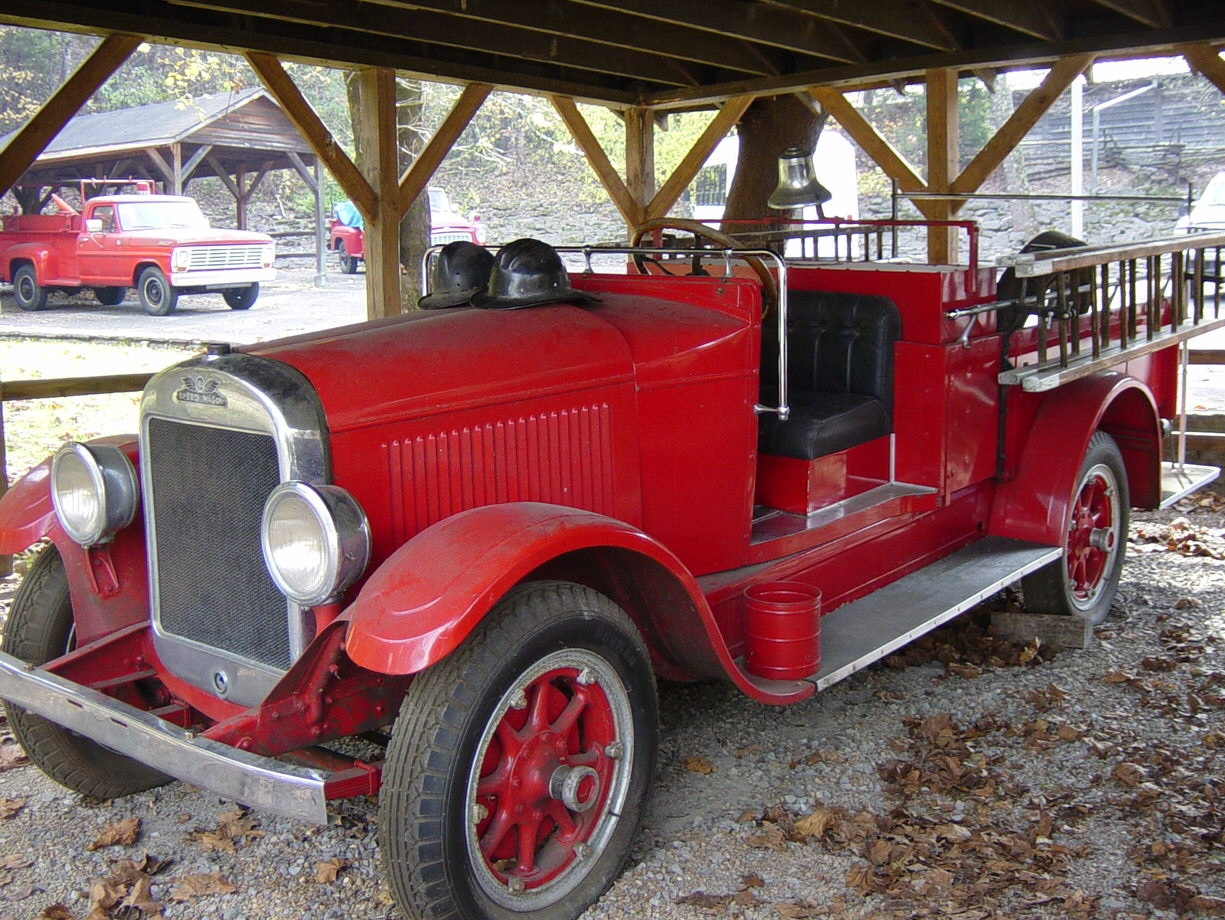
Пожежний REO Speedwagon 1918 року

Тим часом Олдс в 1915 році поступається своїм місцем своєму протеже Річарду Скотту, а сам він займає місце голови ради директорів, зосередившись в основному на виробничій програмі фірми. Зі вступом США в Першу світову фірма починає виробляти в основному вантажну техніку для потреб армії, так ще в 1915 році з'являється вантажівка з в/п в 750 кг, яка зіграє настільки важливу роль у житті фірми, що через 50 років з'явиться рок-група, яка назве свою банду в честь цієї машини — Reo Speedwagon Series M. Ця машина стала провісником сучасних американських пікапів.

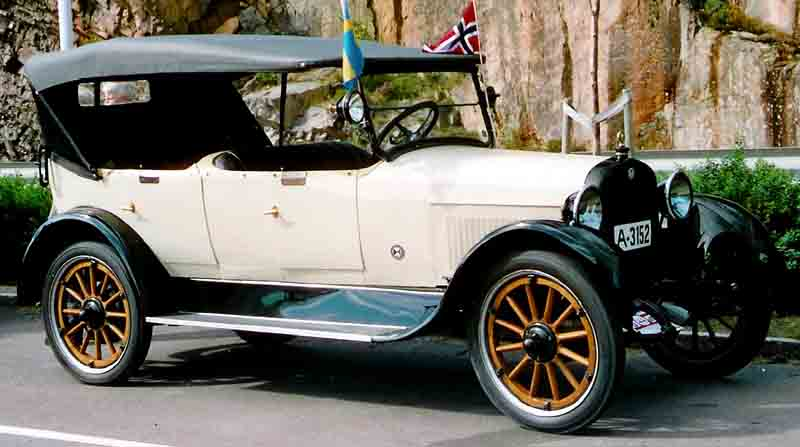
REO T6

У 1919 році у виробництві залишаються тільки 4-циліндрові моделі T Series і U Series, які отримали нові шасі, але під капотом збереглися 4-літрові двигуни, а Олдс в цей час готує до виробництва абсолютно нову 6-циліндрову машину, роботи над якою тривали до початку 1920 року. Нова машина отримує ім'я Т6, не дивлячись на те, що база коліс залишилася такою ж, що й у моделей 1919 року, це були нові шасі, зі зниженим кліренсом завдяки іншим кріпленням підвіски; радіатор, мотор і коробка передач кріпилися на підрамнику, який в свою чергу вже з'єднували з рамою. Мотор, об'ємом 3.9 л і потужністю 50 к.с., мав запалення від магнето, в той час як більшість американських машин оснащувалися бобінним запалюванням. Важіль ручного гальма у машини був відсутній, але було дві педалі ножного гальма, один з яких і задіював ручник.

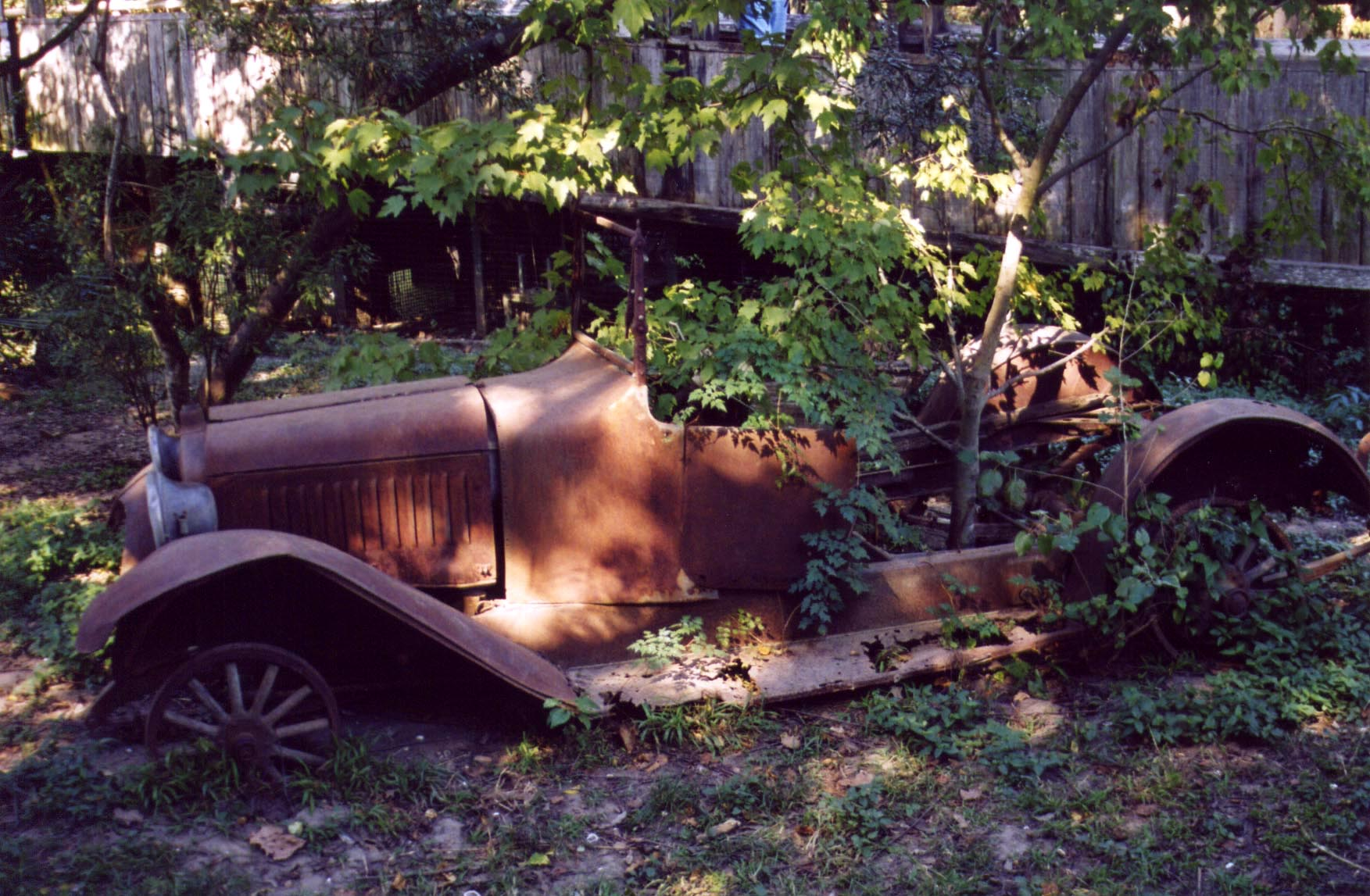
REO V-6 Taxicab

З 1920 року ці машини були єдиними в каталогах фірми, за машинами, які проходили ретельний контроль якості, закріпилася слава надійних автомобілів, марка REO часто за цим критерієм порівнювалася з Cadillac та Packard, і вважалася однією з найкращих в сегменті автомобілів середнього класу, в 1924 році машини стали оснащуватися камерними покришками і «замком Йеля», це була протиугінна система, яка при повороті спеціального ключа блокувала коробку передач, стартер і педалі. У 1925 році фірма починає випускати версію для таксі, V-6 Series, маючи ту саму технічну оснастку, отримала укорочені на 18 см в базі шасі.

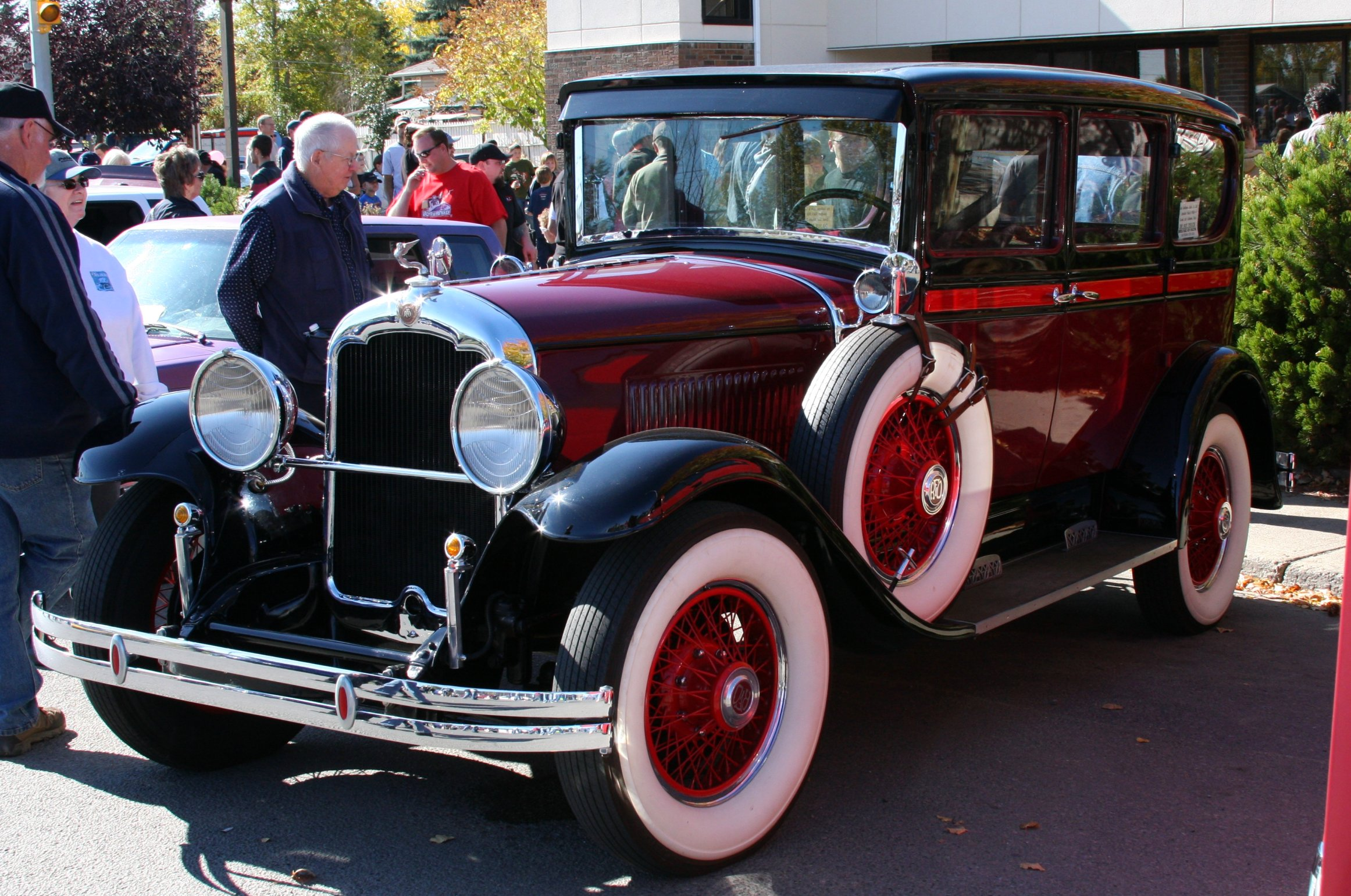
REO Flying Cloud Sedan

У цьому ж році Річард Скотт наймає на роботу італійця Фабіо Сергарді, якому було доручено омолодити зовнішній вигляд Т6, це сталось на два роки раніше, ніж GM створили свою студію стилю на чолі з Харлі Ерлом. Оновлена машина з'явилася перед публікою в січні 1927 року. Автомобіль назвали Flying Cloud на честь швидкохідного парусного кліпера, який в 1854 році встановив рекорд по переходу з Нью-Йорка в Сан-Франциско, рекорд протримався аж 135 років, навігатором на цьому судні була жінка — Елеонора Грісі, дружина капітана Перкінса Грісі. Тому новинка повинна була асоціюватися зі швидкохідністю і легкістю, автомобіль отримав новий 4.1 л 6-циліндровий двигун, потужністю в 73 к.с., гідравлічні гальма Локхід всіх коліс, 18" колеса (у той час як в ходу були 20" і 21"). Завдяки низьким кузовам машина могла розвивати швидкість до 105 км/год, що на той момент було непоганим для таких потужностей показником.

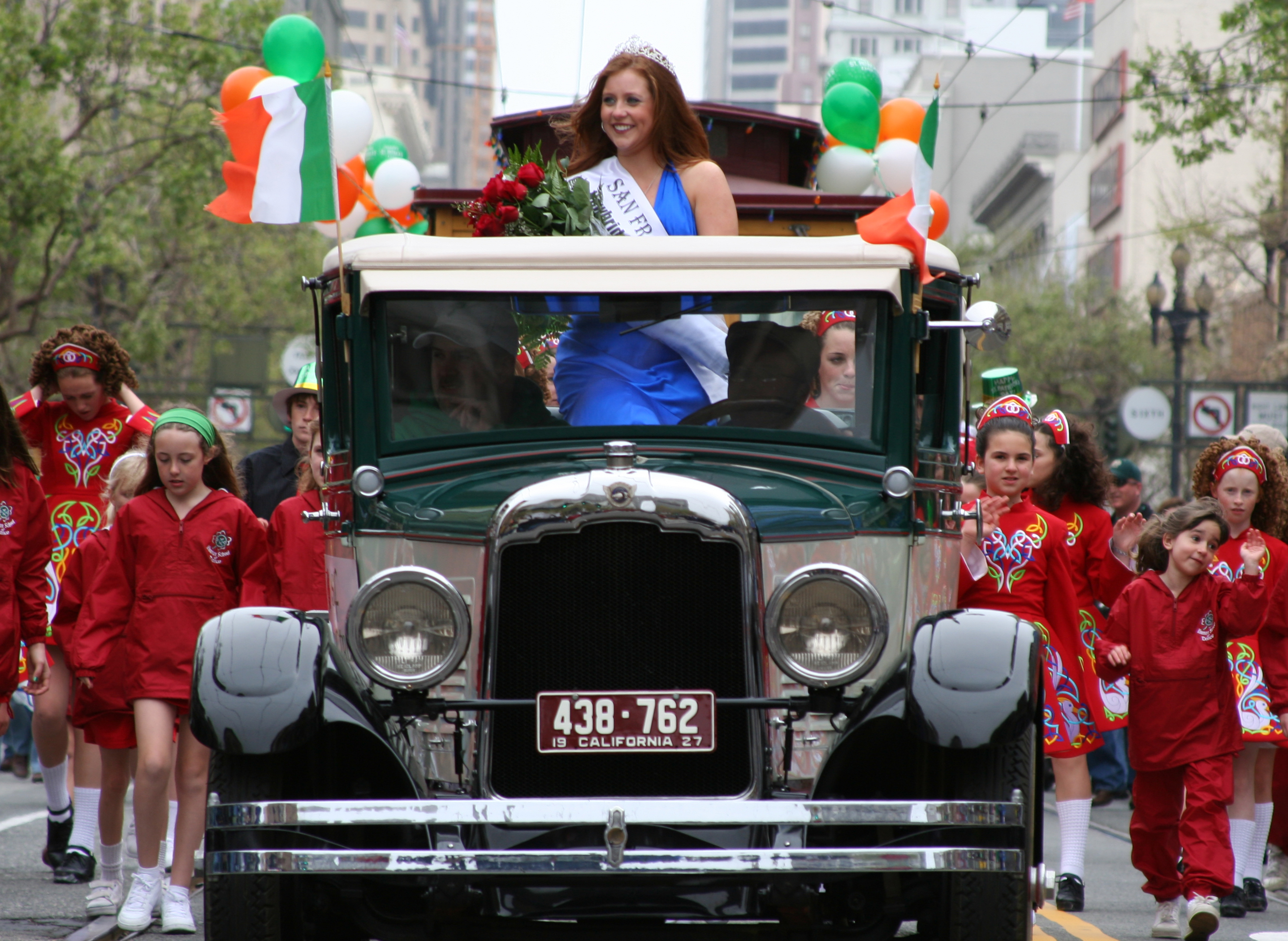
REO Wolverine S5 Sedan

Крім цієї моделі в травні 1927 року була анонсована і модель Wolverine, на цю дешевшу машину встановлювалися 6-циліндрові двигуни фірми Continental, об'ємом 3.5 л і потужністю 50 к.с., шасі були зменшені в розмірі на 17 см в порівнянні з більш дорогою моделлю, в першу чергу ця машина призначалася покупцям жіночої статі, тому велася велика реклама в дамській пресі.

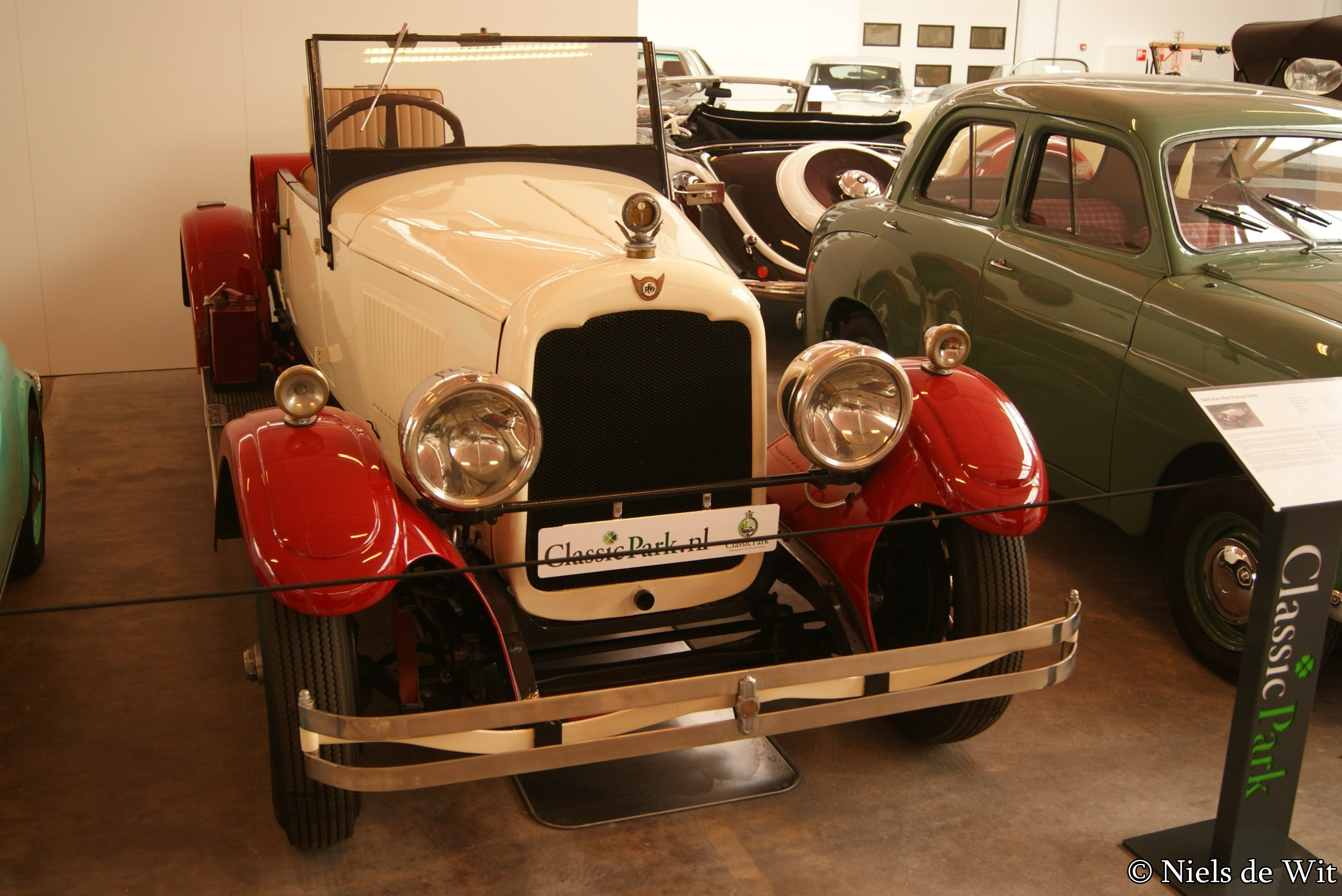
REO Flying Cloud Master Roadster

У грудні 1927 року підвели підсумки: цей рік став рекордним для компанії, фірма випустила 29 000 автомобілів. Наприкінці 1928 року було вирішено оновити автомобілі, від моделі Wolverine було вирішено відмовитися, замість неї з'явилася модель Flying Cloud Mate, також з двигуном Continental, але цього разу з доведеною до 65 к.с. потужністю, а шасі виросли трохи в базі. Модель Flying Cloud також була збільшена в базі, нові машини одержали назву Flying Cloud Master, плюс вона отримала нові 4.4 л рядні 6-ки, потужністю вже в 80 к.с.. Підвіска отримала гумові елементи, також гумові демпфери встановили між двигуном і шасі, тому вібрації помітно знизилися на цьому автомобілі. Однак збільшення в габаритах спричинили за собою і зростання цін, проти чого виступав Олдс. Проте вже було вирішено привнести ексклюзивність марці і створити штучний ажіотаж шляхом недовироблення автомобілів, клієнти повинні були чекати більше місяця свого автомобіля.
Продажі машин йшли непогано, в серпні машина отримує нову 3-ступінчасту коробку передач, і тут відбувається обвал на фондових ринках, Олдс, якому було вже 65 років, залишає компанію, щоб усамітнитися від мирських суєт на своїй яхті. Продажі фірми обвалилися, в 1930 році молодшу модель перейменують в Flying Cloud 15, потужність 3.5 л мотора знизили до 60 к.с., а старшу модель, яка випускалася в 2-х варіантах бази, назвуть Flying Cloud 20 або Flying Cloud 25, через рік Flying Cloud 20/25 отримають форсований до 85 к.с. мотор, кузови для всіх машин тепер постачала фірма Budd.

Пожежний REO Royale 35

У 1931 році з'являється 8-циліндрова модель Flying Cloud 30 з 5.9 л з 125-сильним мотором, цей двигун взагалі створювався для нової, більшої моделі Royale 35, в розробці якої брав участь граф Алекс де Сахнофскі, це була шикарна велика і дорога машина, яка припала не на той час. Кузови для них стала постачати фірма Murphy, яка якраз спеціалізувалася на кузовах для дорогих марок. Ця потужна машина могла розвивати швидкість до 170 км/год, феноменальну для седана тих часів, одна з таких машин бере участь в Інді 500 1931 року, і приходить до фінішу дев'ятою з 33 автомобілів, результат можна вважати відмінним, оскільки це була серійна машина, яку навіть не переробляли для гонок, в той час як інші заявлені автомобілі були підготовлені до цих змагань.

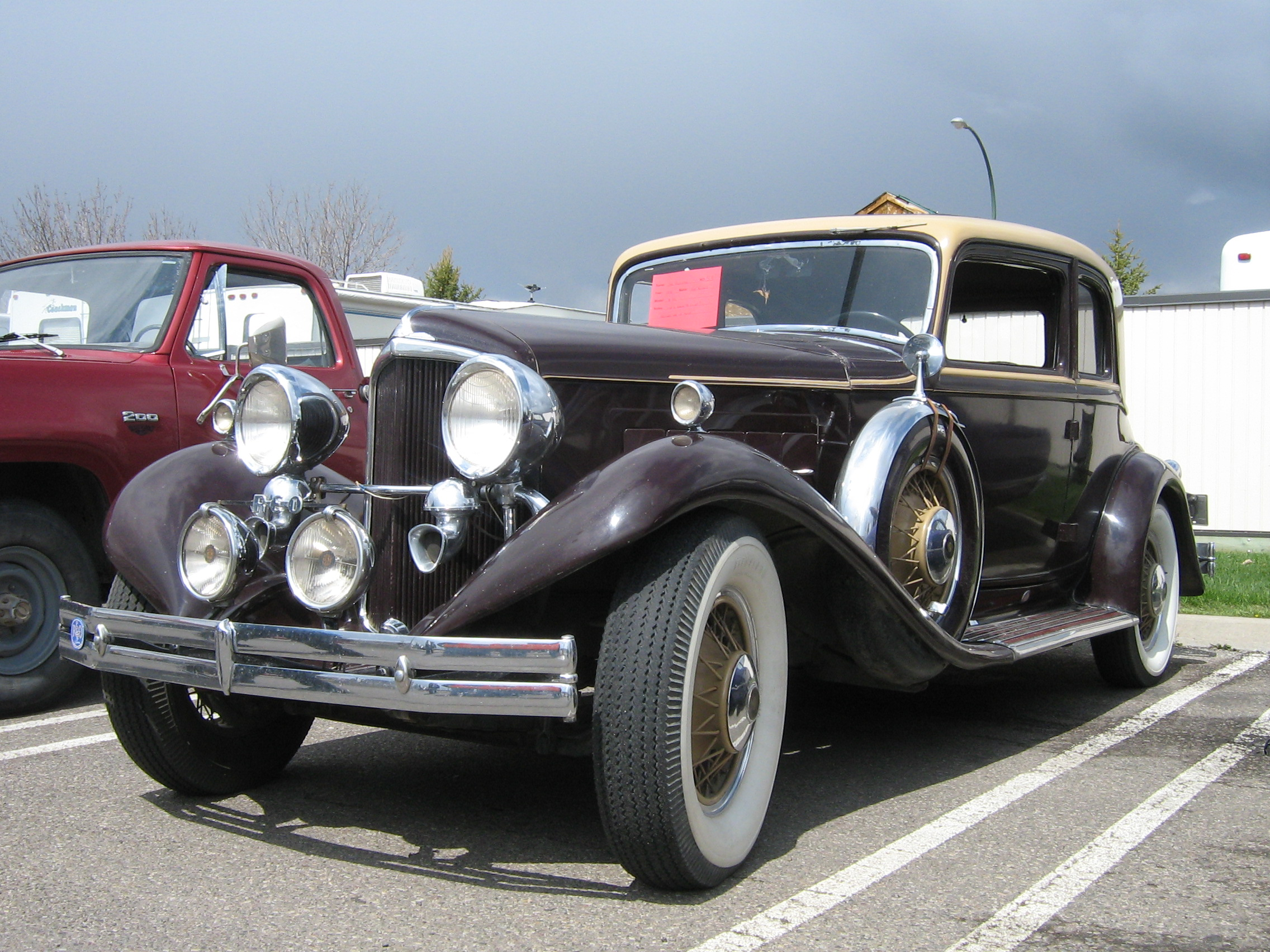
REO Royale 8-35 Coupe

У 1932 році машини знову оновлюються, 6-циліндрова машина, яка тепер випускається всього в одному варіанті — Flying Cloud 6-21, отримала новий 3.8 л мотор, потужністю в 85 к.с., стільки ж знімалося з колишнього 4.4 л агрегату. 8-циліндровий Flying Cloud також отримує новий мотор, замість 5.9 л мотора примостився 4.8 л з віддачею в 90 к.с., це було зроблено для того, щоб дистанціювати більш дорогу модель Royale від більш доступної машини, і ці моделі залежно від бази коліс несли тепер назву Flying Cloud 8-21 або Flying Cloud 8-25. Модель Royale оснащується колишнім 5.9 л мотором, тепер машина пропонувалася в двох варіантах бази і відповідно називалася або Royale 8-31, або Royale 8-35.

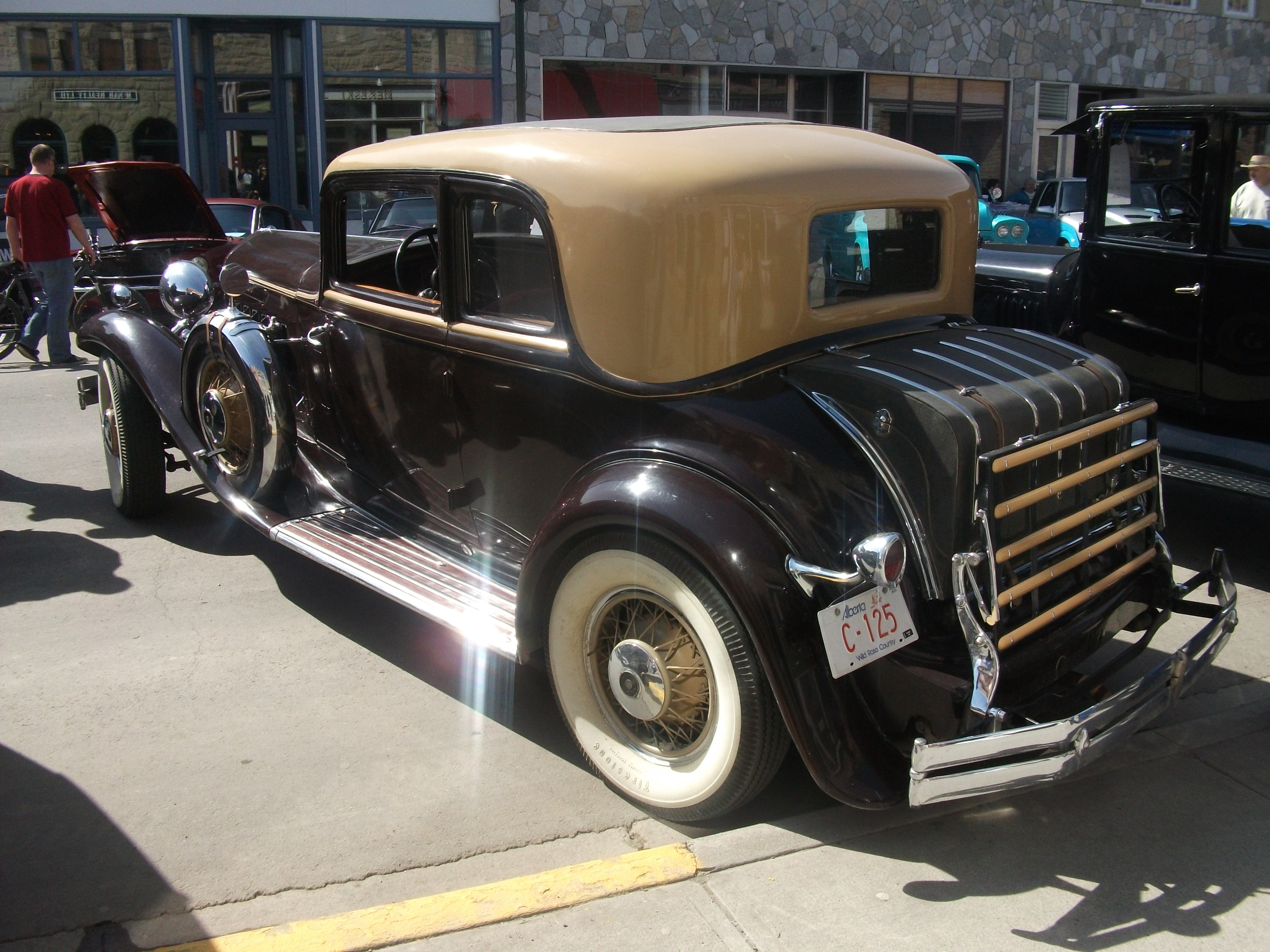
REO Royale 8-35 Coupe

У 1933 році в компанію повертається Рансом Олдс, якраз в цей час на модель Royale впроваджується нова коробка передач Self-Shifting, не дивлячись на кризу, компанія витратила неймовірні гроші на її розробку. Ця коробка була прообразом коробки-автомат, яка мала дві швидкості, щоб рушити, треба було вичавити зчеплення і увімкнути першу передачу, а потім коробка автоматично вмикала другу передачу після подолання рубежу швидкості в 25 км/год, першу передачу можна було увімкнути і вручну, якщо треба було різко прискоритися під час плавного руху. Модель Royale, яка тепер випускалася тільки в довгобазій версії, оснащувалася цією коробкою штатно, а решта моделей могли комплектуватися нею за доплату всього в 20 доларів.

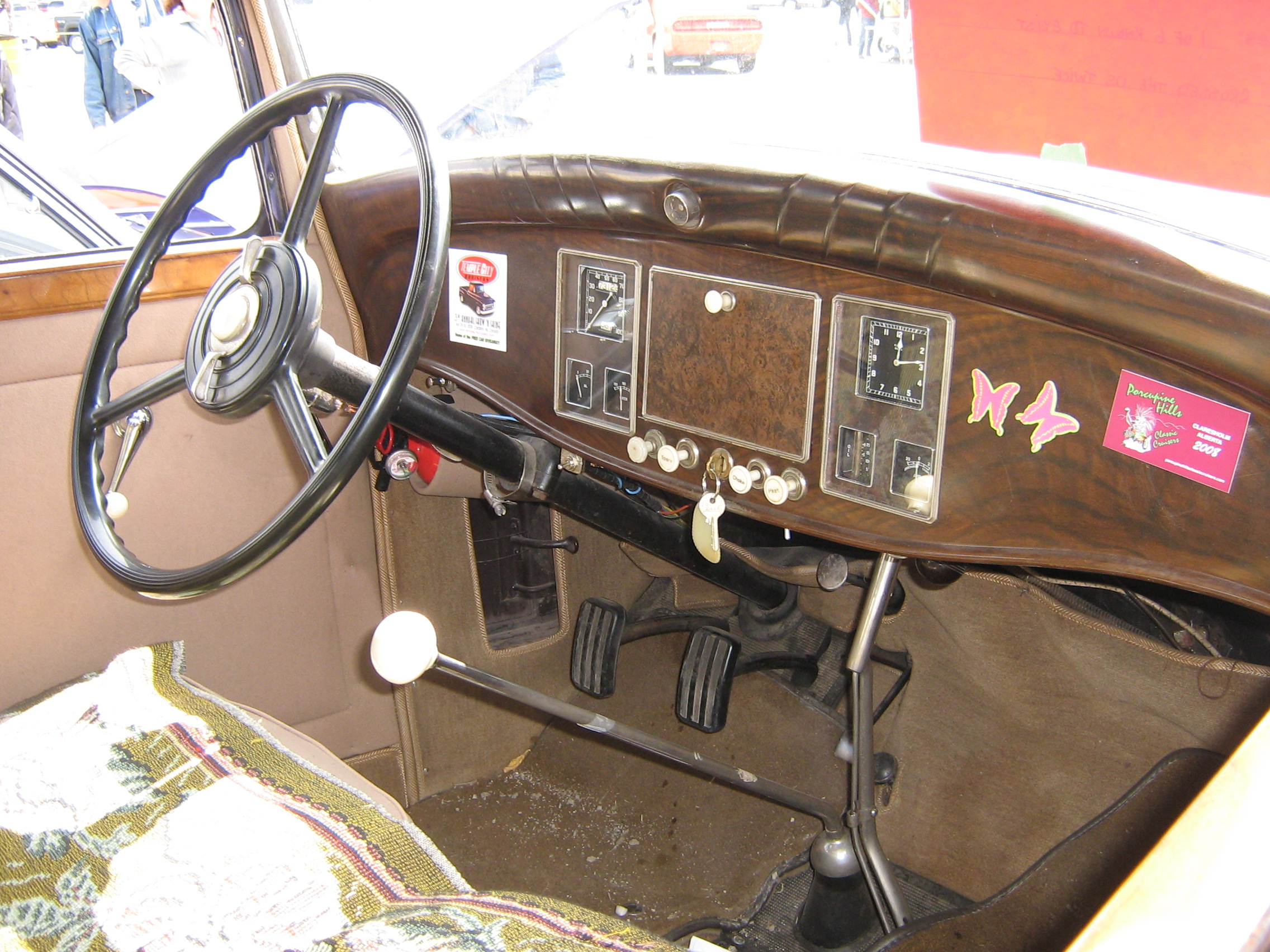
Салон REO Royale 8-35

У цьому ж році 8-циліндрова версія Flying Cloud була скасована, оскільки на неї не було попиту, в розпалі була криза, тепер цей модельний ряд мав тільки 6-циліндрові мотори, тому машини тепер називаються просто Flying Cloud S. В 1934 році 8-циліндрові мотори йдуть у небуття, і тепер навіть топова модель їздить на 6-циліндровій тязі, обидві моделі Royale 7S і Flying Cloud 6A оснащуються одним і тим же мотором, об'ємом 3.8 л, в першому варіанті він розвиває 95 к.с., а на другій моделі він був слабший на 10 к.с.. Дизайн цих машин розробляв головний конструктор кузовної фірми Murphy Еймос Нортап, відомий у свій час дизайнер, він надав кузову більш аеродинамічні обриси.
Однак відбулося зростання продажів вантажівок, модельний ряд яких був дуже широкий, в той час як попит на легкові автомобілі падав, в 1935 році підготували нову коробку передач, тепер вона була 4-ступінчастою: вона мала два діапазони і стільки ж піддіапазонів. Щоб рушити, треба було вичавити зчеплення і увімкнути один з діапазонів коробки передач: стандартний або для складних умов (підйом в гору, рух по глибокому снігу тощо), її ціна зросла до 80 доларів для моделі Flying Cloud, яка обладнувалася нею поки що тільки по замовленню. У цьому ж році виробляється останній автомобіль лінійки Royale, від якої вирішують відмовитися.

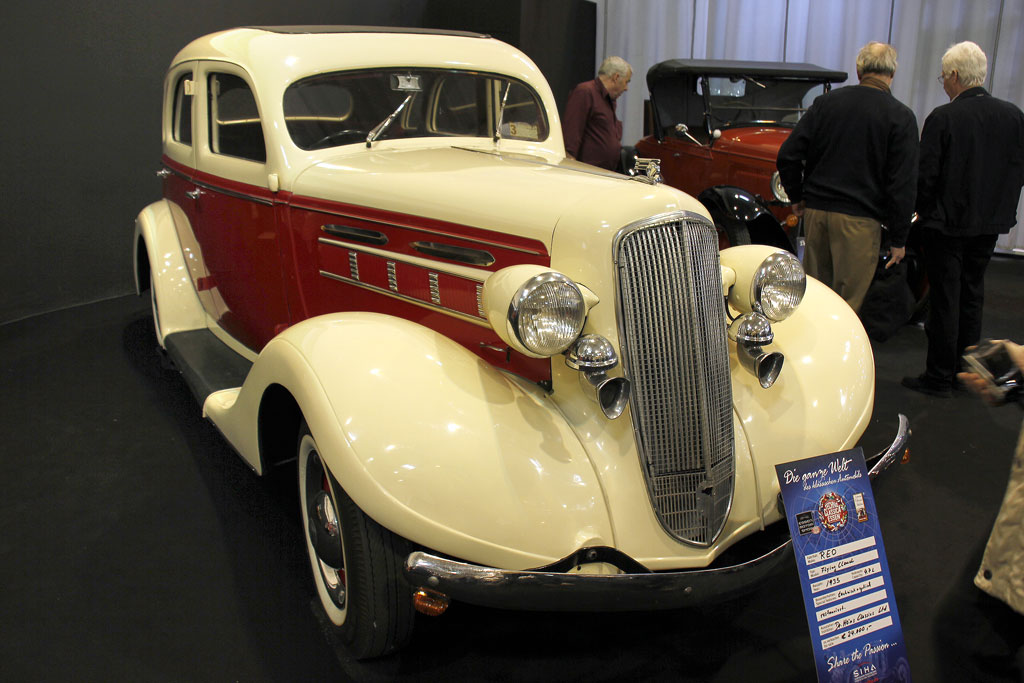
REO Flying Cloud 1936

У модельному ряду 1936 року залишається тільки Flying Cloud, який незабаром знімається з виробництва, щоб остаточно перейти на виробництво вантажних автомобілів, незгідний з таким рішенням, Олдс тепер назавжди залишає свою фірму.
Сама фірма починає активно випускати вантажівки, з початком Другої світової війни фірма випускає і автомобілі Studebaker, які мали привід тільки на задні колеса, в той час як US6, що випускався самим «Студером», мав повний привід, ці «РЕО» поставлялися і в СРСР по лендлізу.

## REO у складі компаній Bohn Aluminum and Brass Corporation of Detroit та White Motor Company. Концерн Diamond-Reo Trucks. Припинення виробництва автомобілів. Закриття компанії
У 1954 році фірму викупив концерн Bohn Aluminum and Brass Corporation of Detroit, в 1957 році фірму викупила компанія White Motor Company, яка теж до того моменту випускала тільки вантажні машини. У 1967 році White Motor Company викуповує ще одного старого виробника вантажівок — Diamond T Trucks, і створює дочірнє підприємство Diamond-Reo Trucks, Inc., яка діє самостійно, до початку грудня 1974 року воно оголосило себе банкрутом. Після банкрутства права на марку викуповують два бізнесмени з Пенсільванії — Лоял Остерлунд і Рей Хусіл, проте вони стали використовувати тільки ім'я Diamond T, так що ініціали Рамсона Елі Олдса зникли з автомобільних каталогів в 1975 році. А в 2004 році в історію пішла і найстаріша на той момент американська марка Oldsmobile, яка була тоді в числі всього декількох існуючих марок, які вели свій родовід з кінця 19 століття.

## Список легкових автомобілів REO
- 1905 — REO Model A
- 1906 — REO Model B
  - REO Four-24
- 1910 — REO 30/35HP
- 1911 — REO Model R
  - REO Model S
  - REO Model K
- 1912 — REO Fifth Series
- 1914 — REO R Series
  - REO ST Series
  - REO M Series
- 1919 — REO T Series
  - REO U Series
- 1920 — REO T-6
- 1925 — REO V-6
- 1927 — REO Flying Cloud
  - REO Wolverine
- 1928 — REO Flying Cloud Mate
  - REO Flying Cloud Master
- 1930 — REO Flying Cloud 15
  - REO Flying Cloud 20
  - REO Flying Cloud 25
- 1931 — REO Flying Cloud 30
  - REO Royale 35
- 1932 — REO Flying Cloud 6-21
  - REO Flying Cloud 8-21
  - REO Flying Cloud 8-25
  - REO Royale 8-31
  - REO Royale 8-35
- 1933 — REO Flying Cloud S
- 1934 — REO Royale 7S
  - REO Royale 6A